# Cogito (software)
Cogito (originalmente git-pasky) es un sistema de control de versiones que funciona en capas. 
Es históricamente la primera interfaz de Git, y apareció en abril de 2005, pocos días después que apareció Git. Mientras Git aparecía inicialmente como una interfaz de bajo nivel, Cogito comenzó con el objetivo declarado de convertirse en un frontend amigable y más fácil de utilizar. 
Cogito tiene un número significativamente menor de sub-comandos que Git, justamente por el propósito de presentar una interfaz de usuario sencilla suficiente para flujos de trabajo comunes. En mayo de 2006, por ejemplo, Cogito tenía sólo 41 sub-comandos, en comparación con Git, con 119. Algunas de las características que arrancaron en Cogito emigraron más tarde a Git, por lo que Git es más adecuado para su uso independiente. 
Cogito se considera generalmente ser más familiar para las personas acostumbradas a trabajar con otras herramientas de SCM como CVS y Subversion, aunque aún sigue el modelo de desarrollo distribuido utilizado por Git. 
Como ejemplo de la simplificación de la interfaz, Cogito oculta el concepto de "índice de caché" a los usuarios. Cualquier archivo modificado se considera apto para hacer comit en Cogito, al igual que en CVS o Subversion. 
Cogito tiene plena compatibilidad con mando a distancia repositorios Git. También conserva un alto grado de compatibilidad con Git para operaciones locales. Muchos comandos de Git se puede utilizar con seguridad en un repositorio administrado Cogito. Por el contrario, la mayoría de los comandos Cogito puede ser utilizado principalmente en los repositorios administrados por Git o StGIT. 
Cogito se implementa como un conjunto de secuencias de comandos bash (a diferencia de Git, que está escrito principalmente en C y shell de Unix). 
A partir de abril de 2007, el proyecto está paralizado y se declaró "en venta", porque una gran parte de la funcionalidad ya ha sido tomado por el mantenedor, Petr Baudis, decidió que sería mejor centrarse en la mejora de git-core.

A partir de mayo de 2008, Cogito no funciona bien con las recientes versiones de Git, y los usuarios Cogito aconsejan el uso de Git directamente o utilizar algunas otras interfaces como EasyGit.